# Церква Покрови Пресвятої Богородиці (Стремінь)
Церква Покрови Пресвятої Богородиці в с. Стремінь — греко-католицька церква у селі Стремінь Сокальського району Львівської області України. Стара дерев'яна будівля церкви була зведена у 1864 році, мала статус пам'ятки архітектури місцевого значення (охоронний № 1979-м), згоріла у 2011 році. На її місці збудували новий, також дерев'яний храм.

## Історія
Дерев'яна церква Покрови була зведена у 1864 році та перебудована 1936 року. Була дочірньою церквою храму Пресвятої Трійці в селі Реклинець, підпорядковувалася Белзькому деканату Перемишльської єпархії греко-католицької церкви. Станом на 1895 рік парафія Покровської церкви нараховувала 275 осіб, на 1910 рік — 543 особи, на 1938 рік — 635 осіб.
Після Другої світової війни та Львівського псевдособору 1946 року греко-католицька церква у Стремені перейшла до Російської православної церкви. Мешканці села у своїй більшості з цим не погодилися, тому 1963 року представники сільської громади звернулися до державних установ, які в Радянському Союзі вирішували релігійні питання, із проханням ліквідувати в селі православну церкву. Тому 1964 року радянська влада закрила церкву, яка не діяла до 1989 року. У 1991 році мешканці села проголосували за утворення в селі греко-католицької парафії.
Увечері 13 серпня 2011 року дерев'яна церква згоріла вщент, полум'я повністю охопило церкву ще до приїзду пожежників, які, втім, змогли врятувати дерев'яну дзвіницю. Причиною пожежі назвали влучання блискавки. Наступного, 2012-го року почалося будівництво нової церкви, яке завершили у жовтні 2015 року.

## Опис
Стара дерев'яна церква Покрови в селі Стремінь була однобанною, хрестоподібною в плані. Вівтарна частина була гранчаста у плані, із прибудованими з півночі та півдня захристіями. Бабинець мав невеликий прибудований ґанок. Сплюснена баня церкви стояла на восьмерику, поставленому на високий четверик надопасання нави (так званий «восьмерик на четверику»). Вікна були переважно круглі або з арковим завершенням.
При церкві стояла дерев'яна двоярусна, квадратна у плані дзвіниця із шатровим завершенням, зведена одночасно з церквою.